# Edvaldo Brandão Correia
Edvaldo Brandão Correia (Cachoeira, 16 de setembro de 1914 – Salvador, 5 de abril de 1984) foi um odontólogo, médico e pecuarista brasileiro que foi vice-governador da Bahia.

## Biografia
Filho de Antônio Joaquim Correia e Maria Inês Brandão Correia. Formado em Odontologia pela Universidade de São Paulo em 1935 e em Medicina pela Universidade Federal da Bahia em 1942, clinicou em Salvador e foi membro do corpo médico do Exército Brasileiro onde obteve a graduação de tenente. Fundador do Hospital Martagão Gesteira e provedor da Santa Casa de Misericórdia de Cachoeira, dedicou-se também à pecuária em São Gonçalo dos Campos e dirigiu a Federação das Associações Rurais do Estado da Bahia. Filiado ao PTB foi eleito vereador em São Gonçalo dos Campos em 1950 e 1954 e ao ingressar depois no PSD e na ARENA elegeu-se deputado estadual em 1958, 1962, 1966 e 1970 sendo escolhido vice-governador da Bahia em 1974 na chapa de Roberto Santos.